# Mirko Bandelj
Mirko Bandelj, slovenski odvetnik, poslovnež in politik, * 11. september 1958, Postojna.
Bandelj je bil kot eden najtesnejših sodelavcev Janeza Drnovška generalni sekretar Vlade Republike Slovenije (4. junij 1992–27. februar 1997), minister za notranje zadeve Republike Slovenije (27. februar 1997–16. februar 1999) in ponovno generalni sekretar Vlade Republike Slovenije (december 2000–2005). Bil je tudi član Republiške volilne komisije in znan kot avtor predloga zakona o elektronskih volitvah (vpeljal je tudi elektronske seje vlade), ki ga je vlada Antona Ropa konec leta 2003 poslala v Državni zbor. Kot notranji minister je zagovarjal ločitev policije od ministrstva in ustanovil Policijo kot organ v sestavi.
Je tudi dolgoletni podpredsednik Šahovske zveze Slovenije.